# Деян Блажевський
Деян Блажевський (мак. Дејан Блажевски; нар. 6 грудня 1985, Скоп'є, СР Македонія) — македонський футболіст, вінгер ФК «Македонія Гьорче Петров».

## Клубна кар'єра
Блажевський розпочав кар'єру в македонському «Пелістері», потім переїхав до Греції, де виступав за «Агротікос Астерас», «Верію» та «Пієрікос».
У складі «Горизонту» в осінній частині сезону 2013/14 років Деян лідирував у гонці бомбардирів чемпіонату Македонії з 19 м'ячами, а в 2013 календарному році загалом забив 30 м'ячів. У підсумку, 26 грудня 2013 року Футбольна федерація Македонії визнала Блажевського найкращим македонським футболістом у внутрішньому чемпіонаті.
У січні 2014 року Деян перейшов у команду Прем'єр-ліги Азербайджану «Хазар-Ланкаран», підписавши контракт на півтора року. У грудні 2014 року Деян покинув «Хазар-Ланкаран» та перейшов у «Вардар».
1 березня 2015 року офіційно дебютував за «Вардар», забивши два м'ячі в поєдинку проти «Сілекса», його команда перемогла з рахунком 3:0. Наступного туру знову забив, у домашньому матчі з «Металургом» (Скоп'є), «Вардар» виграв з рахунком 2:1.
24 червня 2018 року «Тирана» оголосила про підписання Блажівського на один рік з можливістю продовження контракту. За нову команду дебютував 18 серпня в програному (0:1) домашньому поєдинку проти «Камзи». Дебютним голом в албанському чемпіонаті відзначився 16 вересня в переможному (3:1) поєдинку проти «Люфтерарі». Це була перша перемога столичного клубу у вищому дивізіоні за 484 дні. 3 жовтня Деян допоміг здійснити «камбек» у переможному (3:2) виїзному поєдинку проти «Кастріоті», завдяки чому «Тирана» здобула першу виїзну перемогу з лютого 2016 року.
Під час зимової перерви сезону 2018/19 років повернувся до Македонії, де підписав котракт з «Работнічками». У новій команді дебютував 17 лютого 2019 року в нічийному (1:1) виїзному поєдинку 20-о туру Першої ліги проти «Ренови». Деян вийшов на поле в стартовому складі, а на 72-й хвилині його замінив Ніколай Дюлгеров. Дебютним голом у футболці «Работнічок» відзначився 24 лютого 2019 року на 72-й хвилині (реалізував пенальті) нічийного (1:1) домашнього поєдинку 20-о туру Першої ліги проти «Сілекса». Блажевський вийшов на поле в стартовому складі, а на 85-й хвилині його замінив Николиче Шеркоський.

## Кар'єра в збірній
14 листопада 2012 року Блажевський дебютував за збірну Македонії в товариському матчі проти Словенії, його команда виграла з рахунком 3:2. Своїм першим голом відзначився через місяць в іншому товариському матчі проти Польщі, але це був лише гол престижу, Македонія програла з рахунком 1:4.

## Статистика виступів

### Клубна
Станом на 11 грудня 2014
| Сезон             | Клуб              | Дивізіон                  | Чемпіонат | Чемпіонат | Кубок | Кубок | Єврокубки | Єврокубки | Загалом | Загалом |
| Сезон             | Клуб              | Дивізіон                  | Матчі     | Голи      | Матчі | Голи  | Матчі     | Голи      | Матчі   | Голи    |
| ----------------- | ----------------- | ------------------------- | --------- | --------- | ----- | ----- | --------- | --------- | ------- | ------- |
| 2006–07           | «Пелістер»        | Перша ліга Македонії      | 28        | 6         |       |       | -         | -         | 28      | 6       |
| 2007–08           | «Пелістер»        | Перша ліга Македонії      | 27        | 6         |       |       | -         | -         | 27      | 6       |
| 2008–09           | «Пелістер»        | Перша ліга Македонії      | 2         | 0         |       |       | -         | -         | 2       | 0       |
| 2008–09           | «Агротікос»       | Футбольна ліга Греції     | 32        | 4         |       |       | -         | -         | 32      | 4       |
| 2009–10           | «Агротікос»       | Футбольна ліга Греції     | 31        | 5         |       |       | -         | -         | 31      | 5       |
| 2010–11           | «Верія»           | Футбольна ліга Греції     | 29        | 2         | 1     | 0     | -         | -         | 30      | 2       |
| 2011–12           | «Пієрікос»        | Футбольна ліга Греції     | 31        | 3         | 1     | 0     | -         | -         | 32      | 3       |
| 2012–13           | «Турново»         | Перша ліга Македонії      | 32        | 18        |       |       | -         | -         | 32      | 18      |
| 2013–14           | «Турново»         | Перша ліга Македонії      | 18        | 19        |       |       | -         | -         | 18      | 19      |
| 2013–14           | «Хазар-Ланкаран»  | Прем'єр-ліга Азербайджану | 14        | 2         | 2     | 0     | 0         | 0         | 16      | 2       |
| 2014–15           | «Хазар-Ланкаран»  | Прем'єр-ліга Азербайджану | 5         | 1         | 0     | 0     | -         | -         | 5       | 1       |
| Загалом           | Македонія         | Македонія                 | 107       | 49        |       |       | -         | -         | 107     | 49      |
| Загалом           | Греція            | Греція                    | 123       | 14        | 2     | 0     | -         | -         | 125     | 14      |
| Загалом           | Азербайджан       | Азербайджан               | 19        | 3         | 2     | 0     | 0         | 0         | 21      | 3       |
| Усього за кар'єру | Усього за кар'єру | Усього за кар'єру         | 249       | 66        | 4     | 0     | 0         | 0         | 253     | 66      |

### У збірній
Станом на 30 березня 2015
| Національна команда | Рік     | Матчі | Голи |
| ------------------- | ------- | ----- | ---- |
| Македонія           | 2012    | 2     | 1    |
| Македонія           | 2015    | 2     | 0    |
| Загалом             | Загалом | 4     | 1    |

### Голи за збірну
Рахунок та результат збірної Македонії в таблиці подано на першому місці.
| #  | Дата           | Стадіон           | Суперник | Рахунок | Результат | Змагання         |
| -- | -------------- | ----------------- | -------- | ------- | --------- | ---------------- |
| 1. | 14 грудня 2012 | СК «Мардар», Аксу | Польща   | 1–4     | 1–4       | Товариський матч |

## Досягнення

### Клубні
«Вардар»
- Перша ліга Македонії
  -  Чемпіон (3): 2014/15, 2015/16, 2016/17

Індивідуальні
- Найкращий бомбардир Першої ліги Македонії: 2013/14